# 아이즈키역
아이즈키역(일본어: 相月駅)은 일본 시즈오카현 하마마쓰시 덴류구에 위치한 도카이 여객철도 이다선의 철도역이다. 단선 승강장 1면 1선의 구조를 갖춘 지상역이다.

## 이용 현황
| 연도     | 하루 평균 | 연도     | 하루 평균 |
| 1993년도 | 64        | 2003년도 | "         |
| 1994년도 | 58        | 2004년도 | "         |
| 1995년도 | 54        | 2005년도 | "         |
| 1996년도 | 50        | 2006년도 | 25        |
| 1997년도 | 44        | 2007년도 | 18        |
| 1998년도 | 40        | 2008년도 | 13        |
| 1999년도 | 42        | 2009년도 | 10        |
| 2000년도 | 39        | 2010년도 | 9         |
| 2001년도 | 불명      | 2011년도 | 8         |
| 2002년도 | "         | 2012년도 | 6         |
| -------- | --------- | -------- | --------- |

## 역 주변
- 국도 제152호선

## 역사
- 1955년 11월 11일 : 일본국유철도 이다선의 사쿠마 - 오조레 간 경로 변경에 수반해, 새 선로 상에 개업. 여객역.
- 1987년 4월 1일 : 일본국유철도 분할 민영화에 의해, 도카이 여객철도가 승계.

## 인접 역
| 도카이 여객철도 이다선 | 도카이 여객철도 이다선 | 도카이 여객철도 이다선 |
| ---------------------- | ---------------------- | ---------------------- |
| 사쿠마 도요하시 방면   | ■ 이다선               | 시로니시 다쓰노 방면   |